# Lac Luoma
Le Lac Luoma (en chinois 骆马湖) est situé dans la province centrale du Jiangsu, en Chine, au nord-ouest de Suqian. Pour une moyenne annuelle, le lac, relié au Grand Canal, occupe une superficie de 375 kilomètres carrés. Il est considéré comme l’un des quatre principaux lacs d’eau douce de la province de Jiangsu. Outre ses valeurs historiques, il est également une destination touristique prisée ; il est répertorié comme l'une des principales attractions pour les touristes visitant la ville de Suqian.

## Origine
Le lac Luoma s'est initialement formé comme un lac tectonique puis s'est agrandi suivant le système fluvial. En raison du changement du cours du fleuve Jaune, qui a temporairement fusionné avec les rivières Si et Huai entre les dynasties Song et Qing, le fleuve a inondé cette zone à plusieurs reprises et a agrandi la superficie du lac. Au cours des 300 dernières années, le fleuve Jaune a apporté des sédiments dans le lac Luoma et a créé des dépôts au fond. Dans les années 1950, plusieurs barrages ont été construits autour du lac et font de lui un réservoir semi-artificiel.

## Mythes et légendes
L'histoire du lac Luoma remonte à la période Gaozong des Song. Selon son autobiographie, il est venu à cet endroit et l'a nommé Luoma, ce qui signifie littéralement « colonne vertébrale du cheval ». Parce que « Luoma » partage la même prononciation que l'expression « être démis de ses fonctions en raison de corruption » en chinois mandarin, le gouvernement du comté de Xinyi l'a renommé « lac Longma », ce qui a été boycotté par la population locale.

## Écosystème
En raison de sa température et de son humidité propices à la vie, plusieurs espèces habitent le lac Luoma. Ces espèces comprennent les phragmites, le nelumbo nucifera, la carpe argentée, la crevette blanche chinoise et le crabe.

### Communauté des cyanobactéries
Une étude a été menée dans le lac Luoma en 2015 pour étudier les facteurs qui influencent l’abondance des cyanobactéries. Cela suggère que cette abondance est liée à une concentration importante en ammonium et une concentration faible en oxygène.